# Anży Machaczkała
Futbolnyj Kłub „Anży” Machaczkała (ros. Футбольный клуб «Анжи» Махачкала, /ɐnˈʐɨ məxətɕkɐˈɫa/) – rosyjski klub piłkarski z miasta Machaczkała, w Dagestanie.

## Historia
Nazwa „Anży” to część określenia „Anży-Qala” („Twierdza Gleby”; ar. ‏قلعه‎ trb. kl`h trl. ql`h – oznacza „twierdza”), dawnej nazwy Machaczkały.
Drużyna piłkarska „Anży” została założona w stolicy Dagestanu Machaczkała w 1991 roku i reprezentowała miejscowy zakład „Dagnieftieprodukt”. W tymże roku zespół startował w Mistrzostwach Dagestanu i zdobył w nich mistrzostwo.
W Mistrzostwach Rosji klub debiutował w Drugiej Lidze, grupie 1. W 1996 zajął drugie miejsce i awansował do Pierwszej Ligi.
W 1999 zwyciężył w Pierwszej Dywizji i awansował do Rosyjskiej Priemjer-Ligi. Klub w sezonie 2001/2002 uczestniczył w rozgrywkach Pucharu UEFA (1/64 finału). Po trzech sezonach w najwyższej lidze w 2002 powrócił do Pierwszej Dywizji. W sezonie 2009/2010 awansował do Priemjer-Ligi.
Właścicielem klubu został potentat paliwowy z Dagestanu, Sulejman Kierimow, który w zestawieniu magazynu Forbes na liście najbogatszych ludzi świata z 2011 roku został sklasyfikowany na 118. miejscu (majątek szacowany na 7,8 mld dolarów).
Od 2011 klub prowadził ofensywę transferową sprowadzając znanych piłkarzy, wśród nich byli: Roberto Carlos, Jurij Żyrkow, Samuel Eto’o, Willian i Lassana Diarra.

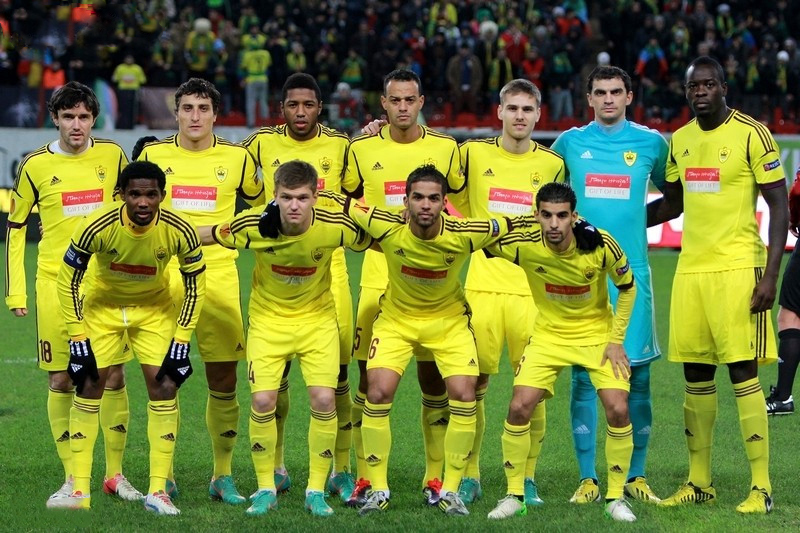
Anży w sezonie 2012/13

W lipcu 2013 roku do dymisji podał się trener Guus Hiddink. 22 lipca zastąpił go René Meulensteen. W tym czasie władze klubu zdecydowały o zmianie strategii prowadzenia klubu i postanowiły pozbyć się wysoko opłacanych zawodników oraz postawić na młodych piłkarzy. Klub opuściło aż czternastu zawodników, którzy do tej pory stanowili o sile zespołu. Jedynym piłkarzem, który został w klubie był Lacina Traoré. 8 sierpnia trenera Meulensteena zastąpił Gadży Gadżyjew. W 2014 roku klub zajął ostatnie, szesnaste miejsce w Priemjer-Lidze i spadł do Pierwszej Dywizji.
Sezon 2014/2015 klub zakończył na drugim miejscu, w związku z czym już po roku powrócił do Priemjer-Ligi. W kolejnych sezonach zajmował odpowiednio 13., 12. oraz 14. miejsce. Zajęcie czternastego miejsca w sezonie 2017/2018 skutkowało koniecznością rozegrania barażu z Jenisejem Krasnojarsk. Z wynikami 0:3 i 4:3, Anży powinno spaść do Pierwszej Dywizji, jednak pozostało w RPL z powodu bankructwa Amkaru Perm.

## Sukcesy
| \| \| Zdobyte trofea w rozgrywkach Rosji (stan na: 2018) \| |                                                    |      |            |
| Rozgrywki                                                   | Osiągnięcie                                        | Razy | Sezon(y)   |
| · Mistrzostwo                                               | I miejsce                                          | -    |            |
| · Mistrzostwo                                               | II miejsce                                         | -    |            |
| · Mistrzostwo                                               | III miejsce                                        | 1    | 2013       |
| · Puchar                                                    | zdobywca                                           | -    |            |
| · Puchar                                                    | finalista                                          | 2    | 2001, 2013 |
| Rosja                                                       | Zdobyte trofea w rozgrywkach Rosji (stan na: 2018) |      |            |

## Zawodnicy

### Skład na sezon 2021/2022
Skład aktualny na dzień 8 kwietnia 2022.
| Nr | Poz. | Piłkarz                         |
| -- | ---- | ------------------------------- |
| 1  | BR   | Timur Magomiedow                |
| 2  | PO   | Magomiednabi Jagjajew (kapitan) |
| 4  | OB   | Rustam Macziłow                 |
| 5  | OB   | Alikadi Saidow                  |
| 6  | PO   | Magomiednur Isajew              |
| 7  | NA   | Magomied Magomiedow             |
| 9  | PO   | Rażab Magomiedow                |
| 10 | PO   | Czingiz Agabałajew              |
| 13 | PO   | Dżambułat Abdułkadyrow          |
| 14 | PO   | Sułtan Isałow                   |
| 15 | PO   | Radżab Gusiengadżyjew           |
| 18 | OB   | Dżamał Abdułłajew               |

| Nr | Poz. | Piłkarz             |
| -- | ---- | ------------------- |
| 19 | PO   | Abusupjan Akajew    |
| 20 | OB   | Marat Ramazanow     |
| 21 | OB   | Szamil Abdurazakow  |
| 41 | PO   | Achmied Ismaiłow    |
| 43 | OB   | Jusup Wagabow       |
| 47 | OB   | Rasuł Ibragimow     |
| 54 | BR   | Adam Szychanmatow   |
| 70 | NA   | Muslim Szychbabajew |
| 71 | BR   | Gieorgij Alijew     |
| 77 | OB   | Umar Magomiedbiekow |
| 88 | PO   | Szachban Gajdarow   |
| 93 | PO   | Szychamir Isajew    |

## Europejskie puchary
Legenda do wszystkich tabel:
- Q – runda eliminacyjna, 1/16, 1/8, 1/4, 1/2 – odpowiednia faza rozgrywek, Grupa – runda grupowa, 1r gr – pierwsza runda grupowa, 2r gr – druga runda grupowa, F – finał, R – runda, PO – play-off
- k. – rzuty karne, los. – losowanie, Dogr. – dogrywka, w. – zasada bramek strzelonych na wyjeździe

| Sezon   | Rozgrywki   | Runda   | Przeciwnik        | Dom | Wyjazd | Ogólnie    |
| ------- | ----------- | ------- | ----------------- | --- | ------ | ---------- |
| 2001/02 | Puchar UEFA | 1R      | Rangers           | 0–1 | N/A    | 0–1        |
| 2012/13 | Liga Europy | 2Q      | Budapeszt Honvéd  | 1–0 | 4–0    | 5–0        |
| 2012/13 | Liga Europy | 3Q      | Vitesse           | 2–0 | 2–0    | 4–0        |
| 2012/13 | Liga Europy | PO      | AZ Alkmaar        | 1–0 | 5–0    | 6–0        |
| 2012/13 | Liga Europy | Grupa A | Liverpool         | 1–0 | 0–1    | 2. miejsce |
| 2012/13 | Liga Europy | Grupa A | Udinese Calcio    | 2–0 | 1–1    | 2. miejsce |
| 2012/13 | Liga Europy | Grupa A | BSC Young Boys    | 2–0 | 1–3    | 2. miejsce |
| 2012/13 | Liga Europy | 1/16    | Hannover 96       | 3–1 | 1–1    | 4–2        |
| 2012/13 | Liga Europy | 1/8     | Newcastle United  | 0–0 | 0–1    | 0–1        |
| 2013/14 | Liga Europy | Grupa K | Tottenham Hotspur | 0–2 | 1–4    | 2. miejsce |
| 2013/14 | Liga Europy | Grupa K | Sheriff Tyraspol  | 1–1 | 0–0    | 2. miejsce |
| 2013/14 | Liga Europy | Grupa K | Tromsø IL         | 1–0 | 1–0    | 2. miejsce |
| 2013/14 | Liga Europy | 1/16    | KRC Genk          | 0–0 | 2–0    | 2–0        |
| 2013/14 | Liga Europy | 1/8     | AZ Alkmaar        | 0–0 | 0–1    | 0–1        |